# Koi wa Sekai Seifuku no Ato de
Koi wa Sekai Seifuku no Ato de (恋は世界征服のあとで lit. El amor después de la conquista mundial?) también conocida como Love After World Domination en inglés, es una serie de manga japonesa escrita por Hiroshi Noda e ilustrada por Takahiro Wakamatsu. Fue publicada en la revista de manga shōnen Gekkan Shōnen Magazine de Kodansha desde octubre de 2019 hasta noviembre de 2022. Una adaptación de la serie al anime de Project No.9 se estrenó el 8 de abril de 2022.

## Sinopsis
Fudo Aikawa y Desumi Magahara están enamorados. Solo hay un pequeño problema: son enemigos mortales. Fudo es el Red Gelato y líder de la fuerza de combate Gelato 5, mientras que Desumi es la Princesa de la Muerte de la malvada organización Gecko. Para empeorar las cosas, ninguno de ellos ha estado en una relación antes. Tienen que mantener en secreto su incipiente romance, mientras descubren cómo estar en una relación y hacer malabarismos con sus responsabilidades de la vida real en el camino.

## Personajes

### Escuadrón de Héroes Gelato 5
Fudō Aikawa (相川不動 Aikawa Fudō?)
 Seiyū: Yūsuke Kobayashi
Es el protagonista principal de la serie. Es Red Gelato y líder de Gelato 5. Asiste al mismo colegio con Haru. Se enamora de Desumi Magahara, una miembro de la organización Gecko y los dos comienzan a salir a escondidas.
Hayato Ōjino (王子野隼人 Ōjino Hayato?)
 Seiyū: Kazuyuki Okitsu
Es Blue Gelato y miembro de Gelato 5. Debido a que es apuesto, es muy popular entre las chicas y cuando ve a una chica linda, no puede evitar llamarla.
Misaki Jingūji (神宮寺美咲 Jingūji Misaki?)
 Seiyū: Nene Hieda
Es Yellow Gelato y miembro de Gelato 5. Es una chica alegre que le gusta el alcohol y los chismes. Trata a Fudo como un hermano menor.
Daigo Todoroki (轟大吾 Todoroki Daigo?)
 Seiyū: Junji Majima
Es Green Gelato y miembro de Gelato 5. Es un maestro de kárate y tiene una personalidad tranquila. Su pasatiempo es cocinar. Se revela que conoció a Desumi Magahara cuando asistían a una escuela de karate y fue su mentor durante 3 años y actuó como una figura hermana para Desumi. Él la entrenó cuando ningún otro dojo estaba dispuesto a tomarla debido a su fuerza anormal y entra en pánico cada vez que se menciona su nombre. El personaje está fuertemente inspirado en Daigo de la Estrella Fantasma Celestial/Shishi Ranger, personaje de la serie Super Sentai Gosei Sentai Dairanger.
Haru Arisugawa (有栖川ハル Arisugawa Haru?)
 Seiyū: Rina Hidaka
Es Pink Gelato y miembro de Gelato 5. Una chica brillante y enérgica que está activa en la batalla a pesar de ser una recién llegada al escuadrón durante unos seis meses. Está enamorada de Fudo y al enterarse de que está saliendo con Desumi (y que es una miembro de Gecko) decide no arruinar su relación porque vio lo felices que eran los dos.
Profesor Big Gelato (ビッグジェラート博士 Biggu Jerāto Hakase?)
 Seiyū: Chafūrin
Es el comandante de Gelato 5.

### Gecko
Líder Supremo Bosslar (ボスラー大総統 Bosurā Dai Sōtō?)
 Seiyū: Tomokazu Sugita
Es el principal antagonista de la serie. Es el líder de la malvada organización Gecko, que busca dominar el mundo.
Oso Culebrina (カルバリンベア Karubarin Bea?)
 Seiyū: Hiroki Yasumoto
Es un miembro de Gecko, conocido como Oso Culebrina.
Desumi Magahara (禍原デス美 Magahara Desumi?)
 Seiyū: Ikumi Hasegawa
Es la deuteragonista de la serie. Ella es miembro de Gecko, conocida como Princesa de la Muerte. Se enamora de Fudo al conocerlo y los dos comienzan a salir a escondidas.
Kiki Majima (魔島忌々 Majima Kiki?)
 Seiyū: Kana Hanazawa
Es miembro de Gecko, conocida como la Princesa Bestia.
Kyōko Kuroyuri (黒百合凶子 Kuroyuri Kyōko?)
 Seiyū: Hisako Kanemoto
Es miembro de Gecko, conocida como la Princesa de Acero. Está secretamente enamorada de Oso Culebrina.
Anna Hōjō (宝条闇奈 Hōjō Anna?)
 Seiyū: Ayane Sakura
Es miembro de Gecko, conocida como la Princesa Ardiente. Está secretamente enamorada de Desumi y al descubrir que está saliendo con Fudo, intenta chantajearlo para que rompa con Desumi, pero él rechaza todas sus demandas excepto besarle la mano, lo que hace que Anna se vaya por vergüenza. Se reencuentran al día siguiente y Fudo cree erróneamente que Anna está enamorada de él, por lo que accidentalmente revela que Desumi es de quien está enamorada. Luego, los dos se unen por Desumi, y ella se disculpa por los problemas que ha causado, pero también le dice que no se rendirá. Antes de irse, revela que tiene una carta de triunfo que la acerca más a Desumi que a él, algo que ni siquiera Desumi sabe (el hecho de que Anna es una princesa Gecko).

### Otros
Hellko (ヘル子 Heruko?)
 Seiyū: Mao Ichimichi
Es el amado gato de Desumi.
Urami Magahara (禍原ウラ美 Magahara Urami?)
 Seiyū: Chinami Hashimoto
Es la hermana menor de Desumi. El éxito de su hermana solo haría que su padre los comparara a los dos, lo que provocó que Urami comenzara a seguir los pasos de su hermana. Ella cree que Desumi debe ser fría y fuerte, y es muy hostil contra aquellos que amenazan la imagen ideal de su hermana mayor.
Ran Ran (乱乱?)
 Seiyū: Nashiko Momotsuki
Ella es la Princesa del Juicio.
Narrador (ナレーション Narēshon?)
 Seiyū: Fumihiko Tachiki

## Contenido de la obra

### Manga
El manga está escrito por Hiroshi Noda e ilustrado por Takahiro Wakamatsu, y comenzó a serializarse en la edición de noviembre de 2019 de la Gekkan Shōnen Magazine, publicada el 4 de octubre de 2019. Kodansha ha recopilado sus capítulos en seis volúmenes de tankōbon. El primer volumen salió a la venta del 10 de abril de 2020.

#### Lista de volúmenes
| Volúmenes de manga publicados | Volúmenes de manga publicados | Volúmenes de manga publicados |
| Número                        | Fecha de lanzamiento          | ISBN                          |
| ----------------------------- | ----------------------------- | ----------------------------- |
| 1                             | 10 de abril de 2020           | ISBN 978-4-06-518676-3        |
| 2                             | 17 de noviembre de 2020       | ISBN 978-4-06-521424-4        |
| 3                             | 8 de abril de 2021            | ISBN 978-4-06-522850-0        |
| 4                             | 15 de enero de 2022           | ISBN 978-4-06-526224-5        |
| 5                             | 15 de abril de 2022           | ISBN 978-4-06-527157-5        |
| 6                             | 15 de diciembre de 2022       | ISBN 978-4-06-530052-7        |

### Anime
Se anunció una adaptación de la serie al anime en la edición de mayo de 2021 de la Gekkan Shōnen Magazine el 6 de abril de 2021. La serie es producida por Project No.9 y dirigida por Kazuya Iwata, con Satoru Sugizawa supervisando los guiones, Akemi Kobayashi diseñando los personajes, Satoshi Motoyama como director de sonido y Satoshi Hōno y Ryūnosuke Kasai componiendo la música de la serie. Se estrenó el 8 de abril de 2022 en BS Asahi, AT-X, TV Aichi y Tokyo MX. El tema de apertura de la serie es "Koi wa Explosion" interpretado por Masayoshi Ōishi junto a Yukari Tamura, mientras que el tema de cierre de la serie es "Koi wa Sekai Teiri to Tomo ni" interpretado por DIALOGUE+. Crunchyroll obtuvo la licencia de la serie.
El 11 de abril de 2022, Crunchyroll anunció que la serie recibiría un doblaje tanto en inglés como en español.